# Scrophularia amana
Scrophularia amana är en flenörtsväxtart som beskrevs av Lall. Scrophularia amana ingår i släktet flenörter, och familjen flenörtsväxter. Inga underarter finns listade i Catalogue of Life.